# Maarten Pathuis
Maarten Pathuis (Vlaardingen, 15 juni 1964) is een Nederlands cartoonist.
Pathuis schrijft en tekent sinds 1997 cartoons en korte strips. Zijn eerste bekendheid kreeg hij met de strip Bielzenblues in de gratis krant Metro. Pathuis studeerde rechten in Amsterdam en Groningen, en heeft na zijn studie eerst vijf jaar in het bedrijfsleven gewerkt, voordat hij als tekenaar is begonnen. Cartoons van Pathuis stonden in Intermediair, Metro, De Pers en Management Team.